# Upogebia nitida
Upogebia nitida is een tienpotigensoort uit de familie van de Upogebiidae. De wetenschappelijke naam van de soort is voor het eerst geldig gepubliceerd in 1868 door A.Milne-Edwards.